# Jasmina Suter
Jasmina Suter, née le 16 avril 1995, est une skieuse alpine suisse spécialiste des épreuves de vitesse.
Elle est championne du monde juniors de géant 2016.

## Biographie
Elle fait partie d'une famille de skieuses avec ses sœurs Juliana et Raphaela, toutes trois licenciées au club du SC Stoos.
Elle débute sur le circuit FIS à 16 ans lors de la saison 2010-2011 puis accède une première fois au niveau européen quelques mois plus tard avant d'y prendre part plus régulièrement à partir de février 2012.
En janvier 2012 elle participe aux Jeux olympiques de la jeunesse 2012 où elle est le porte drapeau de la délégation suisse. Elle y signe son premier fait d'arme en décrochant la médaille de bronze en slalom géant. Puis à la fin de cette même saison 2011-2012 elle participe à ses premiers championnats du monde junior à Roccaraso en slalom et de super-G.
L'année suivante, elle obtient la sixième place du géant des mondiaux juniors de Mont Saint-Agne. Ce bon résultat lui permet d'obtenir une première sélection en coupe du monde. Ainsi le 9 mars 2013 elle prend le départ du géant d'Ofterschwang (qu'elle termine à la trente-cinquième place).
Le 9 avril 2015, elle devient championne de Suisse de Super G., devant Nathalie Gröbli et Michelle Gisin.
Le 24 octobre 2015 en ouverture de la saison elle marque ses (onze) premiers points mondiaux en terminant vingtième du géant de Sölden.
À la fin de l'hiver 2015-2016, elle participe à ses derniers mondiaux juniors, à Sotchi. Elle participe aux cinq épreuves et le 2 mars 2016 elle remporte le slalom géant. Trois semaines plus tard elle termine vigt-deuxième du super-G puis dix-neuvième du combiné de Crans-Montana, ce qui est à ce jour son meilleur résultat en coupe du monde.
Elle est sélectionnée pour ses premiers championnats du monde en 2017 à Saint-Moritz pour pallier le forfait de Lara Gut. Elle participe au slalom géant mais est éliminée dès la première manche.
Elle obtient la sixième place de la descente de Coupe du Monde de Crans-Montana le 23 janvier 2021 et contribue à la cinquième place de la Suisse au Team Event des finales de 2021.
Elle est promue dans le cadre A de Swiss-ski pendant l'été précédent la saison 2021-2022. Elle prend la septième place du Super G de Garmisch le 30 janvier 2022.
Elle devient vice-championne de Suisse de descente le 24 mars 2022 derrière Delia Durrer et devant Noémie Kolly et, le lendemain, vice-championne de Suisse de Super G derrière Corinne Suter et devant Michelle Gisin. Le 27 mars, elle devient championne de Suisse de géant, devançant Simone Wild de seulement 9 centièmes.

## Palmarès

### Championnats du monde
| Édition / Épreuve          | Descente | Géant | Combiné |
| -------------------------- | -------- | ----- | ------- |
| Mondiaux 2017 Saint-Moritz | -        | DNF1  | -       |
| Mondiaux 2021 Cortina      | 18e      | -     | DNF2    |

### Coupe du monde
- Premier départ : 9 mars 2013 : géant, Ofterschwang, DNQ
- Premier top30 : 24 octobre 2015, géant, Sölden, 20e
- Premier top10 : 23 janvier 2021, descente de Crans-Montana, 6e
- Meilleur résultat : 5e, Team Event, Lenzerheide, 19 mars 2021
- Meilleur résultat individuel : 6e, descente, Crans-Montana, 23 janvier 2021
- Meilleur classement général : 45e en 2020-2021.

| Saison/Classement | Général | Général | Descente | Descente | Super G | Super G | Slalom géant | Slalom géant | Combiné alpin | Combiné alpin | Parallèle | Parallèle |
| Saison/Classement | Class.  | Points  | Class.   | Points   | Class.  | Points  | Class.       | Points       | Class.        | Points        | Class.    | Points    |
| ----------------- | ------- | ------- | -------- | -------- | ------- | ------- | ------------ | ------------ | ------------- | ------------- | --------- | --------- |
| 2015-2016         | 105e    | 11      | -        | -        | 45e     | 11      | -            | -            | -             | -             | -         | -         |
| 2016-2017         | 100e    | 21      | -        | -        | 48e     | 9       | -            | -            | 42e           | 12            | -         | -         |
| 2018-2019         | 91e     | 31      | -        | -        | 40e     | 12      | 49e          | 8            | 20e           | 11            | -         | -         |
| 2019-2020         | 94e     | 28      | 51e      | 3        | 51e     | 5       | -            | -            | 23e           | 20            | -         | -         |
| 2020-2021         | 45e     | 129     | 22e      | 71       | 24e     | 51      | -            | -            | -             | -             | 24e       | 7         |
| 2021-2022         | 66e     | 82      | 40e      | 18       | 28e     | 60      | -            | -            | -             | -             | 27e       | 4         |
| 2023-2024         | 66e     | 85      | 46e      | 4        | 25e     | 70      | 45e          | 11           | -             | -             | -         | -         |

### Coupe d'Europe
- Premier départ : 11 février 2011, Super G de Lélex, 71e
- Premier top30 : 5 décembre 2012, géant de Trysil, 14e
- Premier top10 et premier podium : 14 mars 2013, géant de Sotchi, 2e
- Première victoire : 16 février 2020, Super G de Crans-Montana
- Meilleur classement général : 7e en 2021-2022
- Meilleur classement de Super G : 1re en 2021
- 11 podiums, dont 2 victoires (2 Super G)[21]

| Saison/Classement | Général | Général | Descente | Descente | Slalom | Slalom | Slalom géant | Slalom géant | Super G | Super G | Combiné alpin | Combiné alpin |
| Saison/Classement | Class.  | Points  | Class.   | Points   | Class. | Points | Class.       | Points       | Class.  | Points  | Class.        | Points        |
| ----------------- | ------- | ------- | -------- | -------- | ------ | ------ | ------------ | ------------ | ------- | ------- | ------------- | ------------- |
| 2012-2013         | 59e     | 151     | -        | -        | -      | -      | 26e          | 105          | 26e     | 46      | -             | -             |
| 2013-2014         | 78e     | 98      | -        | -        | 78e    | 9      | 35e          | 60           | 60e     | 9       | 24e           | 20            |
| 2015-2016         | 51e     | 170     | 26e      | 52       | -      | -      | 41e          | 38           | 19e     | 54      | 20e           | 26            |
| 2016-2017         | 33e     | 248     | -        | -        | -      | -      | 21e          | 100          | 11e     | 125     | 28e           | 23            |
| 2017-2018         | 17e     | 359     | 32e      | 31       | -      | -      | 7e           | 277          | 29e     | 43      | 35e           | 8             |
| 2018-2019         | 50e     | 180     | 36e      | 38       | -      | -      | 23e          | 127          | 43e     | 15      | -             | -             |
| 2019-2020         | 8e      | 490     | 14e      | 96       | -      | -      | 14e          | 122          | 3e      | 243     | 16e           | 29            |
| 2020-2021         | 17e     | 278     | -        | -        | -      | -      | 48e          | 26           | 1re     | 252     | -             | -             |
| 2021-2022         | 7e      | 412     | 28e      | 68       | -      | -      | 14e          | 158          | 4e      | 186     | -             | -             |
| 2023-2024         | 47e     | 152     | 50e      | 13       | -      | -      | 45e          | 18           | 13e     | 121     | -             | -             |

### Championnats du monde junior
Juliana Suter a participé à quinze épreuves des championnats du monde juniors en quatre éditions. En 2016 elle est sacrée championne du monde junior de slalom géant.
| Édition / Épreuve                        | Descente | Super-G | Slalom géant | Slalom  | Combiné | Team Event |
| ---------------------------------------- | -------- | ------- | ------------ | ------- | ------- | ---------- |
| Mondiaux 2012 Roccaraso                  | -        | 22e     | -            | Abandon | -       | Bronze     |
| Mondiaux 2013 Mont Sainte-Anne/Le Massif | 19e      | 11e     | 6e           | -       | -       | -          |
| Mondiaux 2014 Jasná                      | -        | 28e     | 5e           | 15e     | 15e     | -          |
| 2016 Sotchi/Rosa Khutor                  | 14e      | 9e      | Or           | Abandon | Abandon | -          |

### Jeux olympiques de la jeunesse
| Édition / Épreuve  | Super-G | Slalom géant | Slalom | Combiné |
| ------------------ | ------- | ------------ | ------ | ------- |
| JOJ 2012 Innsbruck | Abandon | Bronze       | 4e     | Abandon |

### Championnats de Suisse
Championne de super G en 2015.
 Championne de géant 2022
 Vice-championne de géant en 2014
 Vice-championne de descente en 2022
 Vice-championne de Super G en 2022